# Mumm Peak
Mumm Peak är en bergstopp i Kanada.   Den ligger på gränsen mellan Alberta och British Columbia, i den västra delen av landet, 3 200 km väster om huvudstaden Ottawa. Toppen på Mumm Peak är 2 964 meter över havet.
Terrängen runt Mumm Peak är bergig åt sydväst, men åt nordost är den kuperad.Trakten runt Mumm Peak är nära nog obefolkad, med mindre än två invånare per kvadratkilometer.. Det finns inga samhällen i närheten. 
Trakten runt Mumm Peak består i huvudsak av gräsmarker.